# Normanton (Lincolnshire)
Normanton is een civil parish in het bestuurlijke gebied South Kesteven, in het Engelse graafschap Lincolnshire met 301 inwoners.